# ひまわり娘 (曲)
「ひまわり娘」（ - むすめ）は、1974年4月20日に発売された伊藤咲子のデビュー・シングル。

## 解説
1973年、日本テレビ系のオーディション番組『スター誕生!』での優勝を経て、翌1974年の春にリリースされた歌手デビュー盤。作詞は同番組で審査員も努めた阿久悠、作曲はイスラエル人のシュキ・レヴィによる。同年末の「第16回日本レコード大賞・新人賞」候補にも挙がったが、外国人による作曲の為に結局同新人賞にはノミネートされなかった。
リリース後も、伊藤咲子のモノマネをする際に歌われたり、伊藤自身が懐メロ番組で歌ったりと、代表曲のひとつとなっている。1995年には日本生命保険「ニッセイふれあい保険」のコマーシャルソングに（CMには陣内孝則が出演）、2000年代以降では、フジテレビ系朝のニュース番組『めざましテレビ』のコーナーでBGMとして使用されるなどした。
プレイステーション3用ソフト『ぼくのなつやすみ3 -北国篇- 小さなボクの大草原』では、ゲーム内の主題歌として収録されている（歌はMarhy）。また2012年より放送されているNKSJひまわり生命保険のコマーシャルでは、ベッキーによってカバーされている。

## 収録曲
- 両楽曲共に、作詞：阿久悠／作曲：シュキ・レヴィ／編曲：ケン・ギブソン

1. ひまわり娘 (02:49)
2. オレンジの涙 (03:01)

## カバー
- チャカと昆虫採集（1991年、アルバム『うたの引力実験室』）
- 杏里（2008年、アルバム『歌鬼 (Ga-Ki) 〜阿久 悠トリビュート〜』）
- ベッキー（2012年、『NKSJひまわり生命』CMソング）
- KATSUMI　（2014年、アルバム『Reflecting』）
- 岩崎宏美（2014年、アルバム『Dear Friends VII 阿久悠トリビュート』）

## 関連作品
- GOLDEN☆BEST 伊藤咲子
- エッセンシャル・ベスト 伊藤咲子
- 青春歌年鑑 1974